# Eleanor Burford
Eleanor Alice Burford Hibbert (Londres, 1 de setembro de 1906 – Mar Mediterrâneo, 18 de janeiro de 1993) foi uma escritora inglesa de romances históricos. 
Foi muito prolífica, publicando vários livros por ano em diferentes gêneros literários, cada gênero sob um pseudônimo diferente: Jean Plaidy para história ficcional da realeza europeia, Victoria Holt para romances góticos e Philippa Carr para uma saga familiar multigeracional. Ela também escreveu romances leves, romances policiais, mistérios de assassinato e thrillers sob pseudônimos Eleanor Burford, Elbur Ford, Kathleen Kellow, Anna Percival, e Ellalice Tate.
Em 1989, os Romance Writers of America lhe deram o prêmio Golden Treasure em reconhecimento por suas contribuições ao gênero romance. Na época de sua morte, ela havia escrito mais de 200 livros que venderam mais de 100 milhões de cópias e foram traduzidos para 20 idiomas. Ela continua a ser uma autora amplamente lida nas bibliotecas britânicas.

## Vida pessoal
Hibbert nasceu como Eleanor Alice Burford em 1º de setembro de 1906, na 20 Burke Street, Canning Town, agora parte do bairro londrino de Newham. Ela herdou o amor pela leitura de seu pai, Joseph Burford, um trabalhador portuário. Sua mãe era Alice Louise Burford, nascida Tate.
Quando era bem jovem, problemas de saúde a forçaram a ser educada em casa. Aos 16 anos, ela foi para uma escola de negócios, onde estudou taquigrafia, datilografia e línguas. Em seguida, trabalhou para um joalheiro em Hatton Garden, onde pesava gemas e datilografava. Ela também trabalhou como intérprete de idiomas em um café para turistas que falavam francês e alemão.
No início dos seus 20 anos, ela se casou com George Percival Hibbert (c. 1886–1966), um comerciante atacadista de couro cerca de vinte anos mais velho do que ela, que compartilhava seu amor pelos livros e pela leitura. Ela foi sua segunda esposa. Durante a Segunda Guerra Mundial, os Hibberts viveram em uma casa de campo na Cornualha, que dava vista para uma baía chamada Plaidy Beach.
Entre 1974 e 1978, Eleanor Hibbert comprou uma casa senhorial do século XIII em Sandwich, Kent, que ela nomeou King's Lodging porque acreditava que havia servido anteriormente como alojamento para os monarcas ingleses Henrique VIII e Elizabeth I. A casa tinha lareiras esculpidas e uma escadaria do período Tudor. Hibbert restaurou a casa e a mobiliou opulentamente, mas logo a achou grande demais para seu gosto e longe demais de Londres.
Ela então se mudou para um apartamento duplex no Albert Court, Kensington Gore, Londres, que dava vista para o Royal Albert Hall e o Hyde Park. Ela compartilhava seu apartamento com a Sra. Molly Pascoe, uma companheira que também viajava com ela.
Em 1985, Hibbert vendeu o King's Lodging.
Hibbert passava os verões em sua casa de campo perto de Plaidy Beach, na Cornualha. Para fugir do frio inverno inglês, Hibbert navegava ao redor do mundo em um navio de cruzeiro por três meses ao ano, de janeiro a abril. O cruzeiro a levava a destinos exóticos como Egito e Austrália, locais que ela posteriormente incorporava em seus romances. Ela navegou para Sydney a bordo do navio de cruzeiro Oronsay em 1970 e do Canberra em 1978.
Perto do final de sua vida, sua visão começou a falhar.
Eleanor Hibbert morreu em 18 de janeiro de 1993 no navio de cruzeiro Sea Princess, em algum lugar entre Atenas, Grécia e Porto Said, Egito, e foi enterrada no mar. Um serviço memorial foi realizado posteriormente em 6 de março de 1993, na Igreja Anglicana de São Pedro, Kensington Park Road, Londres.

## Carreira na escrita

### Influências literárias
Eleanor Hibbert cresceu em Londres. Ela descobriu sua fascinação pelo passado quando visitou Hampton Court durante sua adolescência. Após seu casamento, Hibbert alcançou a independência financeira que precisava para realizar seu desejo de escrever. Os monumentos e personalidades reais de Londres preenchiam os romances históricos de Hibbert. Ela também foi influenciada por suas visitas regulares a casas históricas britânicas e suas arquiteturas.
"Eu me sento em uma sala e penso 'Foi aqui que Carlos I esteve quando estava fugindo.' Sinto a atmosfera ao meu redor, e é sobre isso que escrevo." —Eleanor Hibbert
Durante a Segunda Guerra Mundial, os Hibberts viveram na Cornualha, cujas praias de seixos, altos penhascos e águas azuis traiçoeiras serviram de cenário para muitos dos romances góticos de Victoria Holt.
Eleanor Hibbert navegou para Sydney a bordo do Canberra em 1978. Em sua vida posterior, Hibbert fazia um cruzeiro mundial todos os anos. Seu navio atracava em portos de países como Turquia, Egito, Índia, África do Sul, Hong Kong, Ceilão e Austrália. Esses destinos exóticos serviram como pano de fundo para os romances posteriores de Victoria Holt. No final da década de 1960, Hibbert passou dois meses visitando os campos de ouro australianos a 40 milhas ao norte de Melbourne, como pesquisa para seu romance de 1971, "The Shadow of the Lynx". Em 1972, Hibbert viajou de Sydney a Melbourne via Snowy Mountains e visitou Hobart, Launceston, Geelong, Ballarat e Bendigo. Os romances de Philippa Carr de Hibbert foram baseados parcialmente na Cornualha e parcialmente na Austrália.
Hibbert foi influenciada em sua escrita pelos Brontës (especialmente o romance "Jane Eyre"), George Eliot, Charles Dickens, Victor Hugo e Leo Tolstoy.

### Primeiros trabalhos
Durante a década de 1930, Hibbert escreveu nove romances longos (cada um com cerca de 150.000 palavras), todos eles estudos psicológicos sérios sobre a vida contemporânea. No entanto, nenhum desses foi aceito para publicação. Ao mesmo tempo, ela escrevia contos para jornais, incluindo o Daily Mail e o Evening News. Alguns também apareceram no The Star, Woman's Realm e Ladies' Home Journal. O ponto de virada ocorreu quando o editor de ficção do Daily Mail lhe disse: "Você está no caminho errado: deve escrever algo que seja vendável, e a maneira mais fácil é escrever ficção romântica."
Hibbert leu 50 romances como pesquisa e depois publicou seu primeiro livro de ficção, Daughter of Anna, em 1941. Foi um romance de época ambientado na Austrália do final do século XVIII e XIX. Foi um sucesso moderado e Hibbert recebeu £30 como adiantamento por ele. O livro foi publicado sob seu nome de solteira, Eleanor Burford, que também foi usado para seus romances contemporâneos. Após o sucesso do livro, Hibbert foi contratada pela editora Herbert Jenkins para escrever um livro por ano. Até 1961, Hibbert havia publicado 31 romances sob este nome, incluindo dez romances para a Mills & Boon.

### Pseudônimos
Em 1945, a pedido de seu agente, ela escolheu o pseudônimo Jean Plaidy para seu novo romance "Together They Ride". O nome foi inspirado na Plaidy Beach, perto da casa dos Hibberts em Looe, Cornwall, durante a Segunda Guerra Mundial. Seu agente sugeriu o primeiro nome, dizendo: "Jean não ocupa muito espaço na parte de trás do livro". O livro foi publicado por Gerald G. Swan, um editor de Londres. O próximo livro escrito sob o pseudônimo Jean Plaidy foi "Beyond the Blue Mountains" em 1948. O editor Robert Hale aceitou o manuscrito de 500 páginas após ter sido rejeitado por vários outros. A firma escreveu para a agência literária de Hibbert, A.M. Heath, dizendo: "Diga a esta autora que há prêmios brilhantes à frente para aqueles que podem escrever como ela escreve". Em 1949, Hibbert encontrou seu caminho com o primeiro romance de Jean Plaidy que ficcionalizava histórias da realeza: "The King's Pleasure", apresentando Henrique VIII e Ana Bolena. Um total de 91 romances de Jean Plaidy foram publicados. O último livro de Jean Plaidy, "The Rose Without a Thorn", foi publicado postumamente.
Hibbert também escreveu quatro livros de não ficção sob o pseudônimo Jean Plaidy. O primeiro, "A Triptych of Poisoners" (1958), foi uma coleção de pequenas biografias de envenenadores: Cesare Borgia, Marie d'Aubray e Edward William Pritchard. Os outros três foram uma trilogia sobre a Inquisição Espanhola: "The Rise" (1959), "The Growth" (1960) e "The End" (1961).
De 1950 a 1953, Hibbert escreveu quatro romances como Elbur Ford, um pseudônimo derivado de seu nome de solteira, Eleanor Burford. Esses romances eram baseados em assassinos reais do século XIX: Edward William Pritchard ("Flesh and the Devil", 1950); Adelaide Bartlett ("Poison in Pimlico", 1950); Euphrasie Mercier ("The Bed Disturbed", 1952) e Constance Kent ("Such Bitter Business", 1953 - publicado nos EUA em 1954 sob o título "Evil in the House").
Entre 1952 e 1960, Hibbert usou o pseudônimo Kathleen Kellow para escrever oito romances que eram principalmente de crime e mistério. De 1956 a 1961, ela escreveu cinco romances como Ellalice Tate, um pseudônimo inspirado no nome de sua mãe, Alice Tate.
Em 1960, por sugestão de sua agente, Patricia Schartle Myrer, ela escreveu seu primeiro romance gótico, "Mistress of Mellyn", sob o nome Victoria Holt. O pseudônimo foi criado escolhendo o nome Victoria por sua conotação real e romântica, enquanto o nome Holt foi retirado do banco militar Holt & Company, onde Hibbert tinha uma conta. Publicado pela Doubleday nos Estados Unidos e pela Collins no Reino Unido, "Mistress of Mellyn" tornou-se um best-seller internacional instantâneo e reviveu o gênero de suspense romântico gótico.
"Mistress of Mellyn" foi uma trama habilmente tecida com elementos de romances góticos anteriores, como "Jane Eyre" (1847), "The Woman in White" (1859) e "Rebecca" (1938). Seu cenário na Cornualha tornou a semelhança com "Rebecca" (1938) tão notável que se especulou que Victoria Holt era um pseudônimo de Daphne du Maurier. Após seis romances de Victoria Holt serem publicados ao longo de oito anos, foi revelado que Hibbert era a autora. Hibbert escreveu mais 31 romances como Victoria Holt, retratando principalmente personagens fictícios ambientados em um cenário de época autêntico, geralmente do final do século XIX. O último romance de Victoria Holt, "The Black Opal", foi publicado após sua morte.
Em 1960, Hibbert escreveu um romance sob o nome Anna Percival, um pseudônimo inspirado no nome do meio de seu marido, Percival. Hibbert nunca mais usou esse pseudônimo.
Ela criou seu último pseudônimo, Philippa Carr, em 1972, a sugestão de seu editor, Collins, para criar uma nova série mostrando sucessivas gerações de mulheres inglesas envolvidas em importantes eventos históricos, começando com a Reforma e terminando com a Segunda Guerra Mundial.
Hibbert continuou a usar o pseudônimo Jean Plaidy para seus romances históricos sobre as cabeças coroadas da Europa. Seus livros escritos sob esse pseudônimo eram populares com o público em geral e também foram aclamados por críticos e historiadores por sua precisão histórica, qualidade de escrita e atenção aos detalhes.
| Década | Eleanor Burford | Jean Plaidy | Elbur Ford | Kathleen Kellow | Ellalice Tate | Anna Percival | Victoria Holt | Philippa Carr | Total |
| --- | --------------- | ----------- | ---------- | --------------- | ------------- | ------------- | ------------- | ------------- | ----- |
| 1940s | 9               | 4           |            |                 |               |               |               |               | 13    |
| 1950s | 19              | 19          | 4          | 7               | 4             |               |               |               | 53    |
| 1960s | 3               | 26          |            | 1               | 1             | 1             | 8             |               | 40    |
| 1970s |                 | 22          |            |                 |               |               | 10            | 5             | 37    |
| 1980s |                 | 16          |            |                 |               |               | 10            | 9             | 35    |
| 1990s |                 | 4           |            |                 |               |               | 4             | 5             | 13    |
| Total | 31              | 91          | 4          | 8               | 5             | 1             | 32            | 19            | 191   |
| Nota Os números aqui refletem romances únicos publicados originalmente sob o pseudônimo. Reimpressões posteriores com um título e/ou pseudônimo diferente não estão incluídas. Edições Omnibus e antologias também não estão incluídas. |                 |             |            |                 |               |               |               |               |       |

### Pesquisas
Hibbert baseou sua pesquisa nos escritos de historiadores britânicos como John Speed, James Anthony Froude, Alexander Fraser Tytler e Agnes Strickland.
Cada um dos livros de Jean Plaidy de Hibbert apresentava uma bibliografia no final, listando as obras históricas consultadas durante o processo de escrita do livro.
A Biblioteca Central de Kensington deu a Hibbert concessões especiais para ajudar em sua pesquisa. Ela tinha permissão para descer ao cofre onde os livros fora de circulação eram armazenados e pegá-los de uma vez em um carrinho. Ela podia até levar os livros para casa e mantê-los pelo tempo que quisesse.
Quando sua visão começou a falhar no final de sua vida, ela emprestava audiolivros das bibliotecas públicas do Conselho da Cidade de Westminster.

## Eleanor Burford

### Romances
| nº série | Título original                | Título no Brasil | Tradução | Ano    | Editora |
| -------- | ------------------------------ | ---------------- | -------- | ------ | ------- |
| 01       | Daughter of Anna               |                  |          | (1941) |         |
| 02       | Passionate Witness             |                  |          | (1941) |         |
| 03       | The Married Lover              |                  |          | (1942) |         |
| 04       | When the Entire World Is Young |                  |          | (1943) |         |
| 05       | So the Dreams Depart           |                  |          | (1944) |         |
| 06       | Not in Our Stars               |                  |          | (1945) |         |
| 07       | Dear Chance                    |                  |          | (1947) |         |
| 08       | Alexa                          |                  |          | (1948) |         |
| 09       | The House at Cupid's Cross     |                  |          | (1949) |         |
| 10       | Believe the Heart              |                  |          | (1950) |         |
| 11       | The Love Child                 |                  |          | (1950) |         |
| 12       | Saint or Sinner                |                  |          | (1951) |         |
| 13       | Bright Tomorrow                |                  |          | (1952) |         |
| 14       | Dear Delusion                  |                  |          | (1952) |         |
| 15       | Leave Me My Love               |                  |          | (1953) |         |
| 16       | When We Are Married            |                  |          | (1953) |         |
| 17       | Castles in Spain               |                  |          | (1954) |         |
| 18       | Heart's Afire                  |                  |          | (1954) |         |
| 19       | Two Loves in Her Life          |                  |          | (1955) |         |
| 20       | When Other Hearts              |                  |          | (1955) |         |

O livro The Love Child publicado em 1950 por Eleanor Burford não deve ser confundido com o romance de mesmo título de Philippa Carr publicado em 1978 como parte da série Daughters of England.

### Romances de Mills & Boon
| nº série | Título original       | Ano    |
| -------- | --------------------- | ------ |
| 01       | Begin to Live         | (1956) |
| 02       | Married in Haste      | (1956) |
| 03       | To Meet a Stranger    | (1957) |
| 04       | Blaze of Noon         | (1958) |
| 05       | Pride in the Morning  | (1958) |
| 06       | Red Sky at Night      | (1959) |
| 07       | The Dawn Chorus       | (1959) |
| 08       | Night of Stars        | (1960) |
| 09       | Now That April's Gone | (1961) |
| 10       | Who's Calling?        | (1962) |

A série Mary Stuart, Rainha da Escócia
- Royal Road to Fotheringhay (1955) (mais tarde republicado sob o nome Jean Plaidy)

## Jean Plaidy
Muitos livros de Jean Plaidy foram publicados sob diferentes títulos nos Estados Unidos. Suas trilogias também foram posteriormente republicadas como livros únicos, muitas vezes sob títulos diferentes dos mostrados.

### Romances únicos
| nº série | Título original                          | Título no Brasil | Tradução | Ano    | Editora |
| -------- | ---------------------------------------- | ---------------- | -------- | ------ | ------- |
| 01       | Together They Ride                       |                  |          | (1945) |         |
| 02       | Beyond the Blue Mountains                |                  |          | (1948) |         |
| 03       | The King's Pleasure                      |                  |          | (1949) |         |
| 04       | The Goldsmith's Wife                     |                  |          | (1950) |         |
| 05       | Daughter of Satan                        |                  |          | (1952) |         |
| 06       | Lilith                                   |                  |          | (1954) |         |
| 07       | Melisande (It Began in Vauxhall Gardens) |                  |          | (1955) |         |
| 08       | The Scarlet Cloak                        |                  |          | (1957) |         |
| 09       | The Queen of Diamonds                    |                  |          | (1958) |         |
| 10       | Milady Charlotte                         |                  |          | (1959) |         |
| 11       | Evergreen Gallant                        |                  |          | (1965) |         |
| 12       | Defenders of the Faith                   |                  |          | (1971) |         |
| 13       | Madame du Barry                          |                  |          | (1994) |         |
| 14       | The King's Adventurer                    |                  |          | (1996) |         |

Omnibus
- Katharine of Aragon
- Catherine De Medici (1969)
- Charles II
- Isabella and Ferdinand (1970)

A Saga Tudor
| nº série | Título original               | Título no Brasil         | Tradução         | Ano    | Editora |
| -------- | ----------------------------- | ------------------------ | ---------------- | ------ | ------- |
| 01       | Uneasy Lies the Head          |                          |                  | (1982) |         |
| 02       | Katharine, the Virgin Widow   | Catarina, a viúva virgem | Vera Whately     | (1961) | Record  |
| 03       | The Shadow of the Pomegranate |                          |                  | (1962) |         |
| 04       | The King's Secret Matter      |                          |                  | (1962) |         |
| 05       | Murder Most Royal             | Assassinato Real         | Sylvio Gonçalves | (1949) | Record  |
| 06       | Saint Thomas' Eve             |                          |                  | (1954) |         |
| 07       | The Sixth Wife                |                          |                  | (1953) |         |
| 08       | The Thistle and the Rose      |                          |                  | (1963) |         |
| 09       | Mary, Queen of France         |                          |                  | (1964) |         |
| 10       | The Spanish Bridegroom        |                          |                  | (1954) |         |
| 11       | Gay Lord Robert               |                          |                  | (1955) |         |

### A trilogia Catherine De Medici
1. Madame Serpent (1951)
2. The Italian Woman (1952)
3. Queen Jezebel (1953)

A série Mary Stuart, Rainha da Escócia
- Royal Road to Fotheringhay - Mary Stuart, rainha e mulher, tradução Gilberto de Alencar (1955) Editora Itatiaia
- The Captive Queen of Scots (1963)

A Saga Stuart
1. The Murder in the Tower (1964)
2. The Wandering Prince (1956)
3. A Health Unto His Majesty (1956)
4. Here Lies Our Sovereign Lord (1957)
5. The Three Crowns (1965)
6. The Haunted Sisters (1966)
7. The Queen's Favourites (1966)

Série da Revolução Francesa
- Louis the Well Beloved (1959)
- The Road to Compiegne (1959)
- Flaunting, Extravagant Queen (1957)

A Série Lucrezia Borgia
- Madonna of the Seven Hills (1958)
- Light on Lucrezia (1958)

A trilogia Isabella e Fernando
- Castile for Isabella (1960)
- Spain for the Sovereigns (1960)
- Daughters of Spain (1961) (também conhecido como Royal Sisters)

### A Saga Georgiana
| nº série | Título original              | Título no Brasil   | Tradução             | Ano    | Editora |
| -------- | ---------------------------- | ------------------ | -------------------- | ------ | ------- |
| 01       | The Princess of Celle        |                    |                      | (1967) |         |
| 02       | Queen in Waiting             |                    |                      | (1967) |         |
| 03       | Caroline, the Queen          |                    |                      | (1968) |         |
| 04       | The Prince and the Quakeress |                    |                      | (1975) |         |
| 05       | The Third George             |                    |                      | (1969) |         |
| 06       | Perdita's Prince             |                    |                      | (1969) |         |
| 07       | Sweet Lass of Richmond Hill  |                    |                      | (1970) |         |
| 08       | Indiscretions of the Queen   |                    |                      | (1970) |         |
| 09       | The Regent's Daughter        | A filha do regente | Carolina de Oliveira | (1971) | Deagá   |
| 10       | Goddess of the Green Room    |                    |                      | (1971) |         |
| 11       | Victoria in the Wings        |                    |                      | (1972) |         |

### Série Rainha Vitória - Queen Victoria
1. The Captive of Kensington Palace (1972)
2. The Queen and Lord M (1973)
3. The Queen's Husband (1973)
4. The Widow of Windsor (1974)

A Trilogia Normanda
- The Bastard King (1974)
- The Lion of Justice (1975)
- The Passionate Enemies (1976)

### A Saga Plantageneta
| nº série | Título original           | Título no Brasil            | Tradução | Ano                                                     | Editora |
| -------- | ------------------------- | --------------------------- | -------- | ------------------------------------------------------- | ------- |
| 01       | The Plantagenet Prelude   | Prelúdio de sangue          |          | (1976)                                                  |         |
| 02       | The Revolt of the Eaglets | O crepúsculo da águia       |          | (1977)                                                  | Record  |
| 03       | The Heart of the Lion     | O coração do leão           |          | (1977)                                                  |         |
| 04       | The Prince of Darkness    | O príncipe das trevas       |          | (1978)                                                  |         |
| 05       | The Battle of the Queens  | A batalha das rainhas       |          | (1978)                                                  |         |
| 06       | The Queen from Provence   | A rainha de Provence        |          | (1979)                                                  |         |
| 07       | Edward Longshanks         | Eduardo I                   |          | (1979) (republished as The Hammer of the Scots in 2008) |         |
| 08       | The Follies of the King   | As loucuras do rei          |          | (1980)                                                  |         |
| 09       | The Vow on the Heron      | O juramento do rei          |          | (1980)                                                  |         |
| 10       | Passage to Pontefract     | Passagem para Pontefract    |          | (1981)                                                  |         |
| 11       | The Star of Lancaster     | A estrela de Lancaster      |          | (1981)                                                  |         |
| 12       | Epitaph for Three Women   | Epitáfio para três mulheres |          | (1981)                                                  |         |
| 13       | Red Rose of Anjou         | Rosa vermelha de Anjou      |          | (1982)                                                  |         |
| 14       | The Sun in Splendour      | 'O sol em esplendor         |          | (1982)                                                  |         |

### Série Queens of England
1. Myself My Enemy (1983) (também conhecido como Loyal in Love)
2. Queen of This Realm (1984)
3. Victoria Victorious (1985)
4. The Lady in the Tower (1986)
5. The Courts of Love (1987)
6. In the Shadow of the Crown (1988)
7. The Queen's Secret (1989)
8. The Reluctant Queen (1990)
9. The Pleasures of Love ou The Merry Monarch's Wife; Os prazeres do amor: A História de D. Catarina de Bragança, tradução Mário Dias Correia (1991)
10. William's Wife (1992) (também conhecido como The Queen's Devotion)
11. Rose Without a Thorn (1993)

Romances infantis
- Meg Roper, daughter of Sir Thomas More (1961)
- The Young Elizabeth (1961)
- The Young Mary Queen of Scots (1962)

### A Série Inquisição Espanhola (não-ficção)
- The Rise of the Spanish Inquisition (1959)
- The Growth of the Spanish Inquisition (1960)
- The End of the Spanish Inquisition (1961)

Não ficção histórica
- A Triptych of Poisoners (1958)
- Mary Queen of Scots: The Fair Devil of Scotland (1975)

### Reimpressões
Edições da Three Rivers Press
Na primavera de 2003, a Three Rivers Press, uma marca da editora norte-americana Crown Publishing Group, começou a republicar as histórias de Jean Plaidy.  Three Rivers Press publicou alguns dos livros com novos títulos que estão listados aqui:
- Mary, Queen of Scotland: The triumphant year (2004, ISBN 0-609-81023-5)
- The Loves of Charles II (2005, ISBN 1-4000-8248-X)
- Loyal in Love (2007, ISBN 0-307-34616-1)
- The Merry Monarch's Wife (2008, ISBN 0-307-34617-X)
- The Queen's Devotion (2008, ISBN 0-307-34618-8)
- To Hold the Crown (2008, ISBN 0-307-34619-6)).[15]
- The King's Confidante (2009, ISBN 0-307-34620-X).[15]
- For a Queen's Love (2010, ISBN 0-307-34622-6)
- A Favorite of the Queen (2010, ISBN 0-307-34623-4)

## Elbur Ford
- Poison in Pimlico, 1950
- The Flesh and the Devil, 1950
- Bed Disturbed, 1951
- Evil in the House, 1953
- Such Bitter Business, 1953

## Kathleen Kellow
Alguns desses romances foram republicados sob o nome de Jean Plaidy.
- Danse Macabre, 1952
- Rooms at Mrs. Oliver's, 1953
- Lilith, 1954
- It Began in Vauxhall Gardens, 1955
- Call of the Blood, 1956
- Rochester, the Mad Earl, 1957
- Milady Charlotte, 1959
- The World's a Stage, 1960

## Ellalice Tate
Todos esses romances foram posteriormente republicados sob o nome de Jean Plaidy.
- Defenders of the Faith, 1956
- The Scarlet Cloak, 1957
- The Queen of Diamonds, 1958
- Madame du Barry, 1959
- This Was a Man, 1961 (re-published as The King's Adventurer by Jean Plaidy)

## Anna Percival
- The Brides of Lanlory, 1960

## Victoria Holt

### Romances únicos
1. Mistress of Mellyn (1960)
2. Kirkland Revels (1962)
3. Bride of Pendorric (1963)
4. The Legend of the Seventh Virgin (1965)
5. Menfreya in the Morning (1966)
6. The King of the Castle (1967)
7. The Queen's Confession: The Story of Marie-Antoinette (1968)
8. The Shivering Sands (1969)
9. The Secret Woman (1970)
10. Shadow of the Lynx (1971)
11. On the Night of the Seventh Moon (1972)
12. The Curse of the Kings (1973)
13. The House of a Thousand Lanterns (1974)
14. Lord of the Far Island (1975)
15. The Pride of the Peacock (1976)
16. Devil on Horseback (1977)
17. My Enemy, the Queen (1978)
18. Spring of the Tiger (1979)
19. Mask of the Enchantress (1980)
20. Judas Kiss (1981)
21. The Demon Lover (1982)
22. The Time of the Hunter's Moon (1983)
23. The Landower Legacy (1984)
24. The Road to Paradise Island (1985)
25. Secret for a Nightingale (1986)
26. Silk Vendetta (1987)
27. The India Fan (1988)
28. The Captive (1989)
29. Snare of Serpents (1990)
30. Daughter of Deceit (1991)
31. Seven for a Secret (1992)
32. The Black Opal (1993)

Antologias em colaboração
- "The Bride of Pendorric" in Three Great Romantic Stories (1972) (com Hebe Elsna e Lucy Walker)

## Philippa Carr

### Série Filhas da Inglaterra
1. The Miracle at St. Bruno's (1972)
2. The Lion Triumphant (1974)
3. The Witch from the Sea (1975)
4. Saraband for Two Sisters (1976)
5. Lament for a Lost Lover (1977)
6. The Love Child (1978)
7. The Song of the Siren (1980)
8. The Drop of the Dice (1981) later renamed "Will You Love Me in September"
9. The Adulteress (1982)
10. Knave of Hearts (1983) originally titled Zipporah's Daughter
11. Voices in A Haunted Room (1984)
12. The Return of the Gypsy (1985)
13. Midsummer's Eve (1986)
14. The Pool of St. Branok (1987)
15. The Changeling (1989)
16. The Black Swan (1990)
17. A Time for Silence (1991)
18. The Gossamer Cord (1992)
19. We'll Meet Again (1993)

### Romances únicos
1. Daughters of England (1995)